# Peribaea orbata
Peribaea orbata là một loài ruồi trong họ Tachinidae.